# The Baby Spy
The Baby Spy è un cortometraggio muto del 1914 diretto da Edward J. Le Saint. Ambientato all'epoca della guerra di secessione, fu prodotto dalla Selig Polyscope Company.

## Trama
Jim Sherman, un nordista che vive nel sud, lascia la moglie Jane e la piccola Lillian a casa per raggiungere le forze unioniste. Le reclute federali sono acquartierate a qualche miglio di distanza, lungo il fiume mentre i confederati stanno compiendo una ricognizione sul territorio. Arrivati alla casa della famiglia Sherman, i sudisti la prendono come loro quartiere generale, pur se trattano gentilmente sia la signora che la bambina. Anzi, mentre quest'ultima sta giocando sul pavimento con la sua bambola, le viene permesso di restare nella stanza dove gli ufficiali si sono riuniti per progettare un piano di guerra. Lillian, pur se molto piccola, ha capito che l'attacco che stanno preparando è contro il campo dove si trova anche suo padre. Per trovare una scusa e potersene andare senza destare sospetti, rompe la testa della sua bambola e poi si mette a piangere disperata. Il colonnello Sayles la manda così da sua madre. Appena la vede, la bambina le racconta quello che ha sentito dire nella stanza. Jane, rendendosi conto dell'importanza della cosa, chiede alla figlia di fare una copia del piano che la piccola ha visto nascondere da Sayles nel suo cappello. Quando ha il biglietto in mano, Jane lascia la tavola dove si trova a pranzo con gli ufficiali e si precipita nelle stalle dove prende un cavallo per poter raggiungere le linee unioniste poco lontane. La cavalcata è lunga e pericolosa e, a un certo punto, Jane è costretta ad abbandonare il cavallo per attraversare il fiume a nuoto. Arrivata al campo nordista, mette sull'avviso i soldati che, invece di aspettare l'attacco dei confederati, passano all'azione. I sudisti, che si erano resi conto della sparizione di Jane ma che non sono riusciti a capire cosa sia realmente successo, vengono presi in contropiede e battuti dal nemico.

## Produzione
Il film fu prodotto dalla Selig Polyscope Company.

## Distribuzione
Distribuito dalla General Film Company, il film - un cortometraggio in due bobine - uscì nelle sale cinematografiche statunitensi il 25 maggio 1914.